# Laurine
Le prénom Laurine est un prénom féminin dérivé de Laure. 

## Étymologie
Laurine vient du latin laurea, qui signifie « couronne de laurier », un symbole de gloire et de victoire dans l’Antiquité.
Le masculin de Laurine est Laurent.

## Histoire
Prénom dérivé de Laure. Elle symbolise la dame idéale de l'amour courtois, chaste et inaccessible[réf. nécessaire]. 
Plusieurs saintes se prénomment ainsi. Une des saintes patronnes : une chrétienne de Cordoue martyrisée par les Arabes au IXe siècle.[Qui ?]
Apparenté à Laureen, diminutif anglo-saxon du prénom Laura, le prénom Laurine a commencé à se faire connaître en France dès le début du XXe siècle. 
Sa popularité est demeurée discrète pendant longtemps. En effet, ce n'est qu'à partir des années 1980 que Laurine a véritablement commencé son ascension.
En 2000, il fut attribué à près de 1800 petites filles signant ainsi son plus vif succès. 
On estime actuellement à plus de 19 000 le nombre de Laurine ayant vu le jour en France depuis 1900.

## Prénoms similaires
Laure, Laurie, Laurette, Lora, Lauretta, Laura, Laurene, Laurane, Laurianne, Lorianne, Lorinda, Loveyou. 

### Homophones
Lauryne, Lorine, Laureen, Laurine, Laurinne, Lawreen.

### Prononciation
Lorine \lɔ.ʁin\